# Arxius de Marburg
Els Arxius de Marburg, també coneguts com els Arxius Windsor o Arxius del Duc de Windsor, era una sèrie d'arxius secrets del ministeri d'afers estrangers que es varen descobrir a maig de l'any 1945 a Alemanya, prop de les muntanyes Harz, i varen ser recopilats al castell de Marburg, al land de Hesse, República Federal d'Alemanya.

## Descobriment
A la victòria de les tropes nord-americanes sobre les de l'Alemanya nazi, les patrulles de soldats que feien reconeixements tàctics per la Saxònia-Anhalt varen veure grans quantitats de vehicles militars alemanys abandonats i destruïts pels laterals de les carreteres; alguns d'aquests vehicles contenien arxivadors amb documents al seu interior. Un dels militars nord-americans que feien les inspeccions, el tinent David D. Silberberg, va descobrir documents amb les signatures del ministre d'Afers Exteriors de l'Alemanya nazi Joachim von Ribbentrop, i va tornar a Degenershausen per aprofundir en les seves troballes. Després, va ser informat de possibles llocs on prosseguir la investigació (els castells de Meisdorf House i de Marburg) i va acompanyar oficials d'intel·ligència dels EUA a llocs on es varen trobar més documents. Això va coincidir amb la detenció d'un soldat alemany anomenat Karl von Loesch, que havia estat ajudant del traductor personal de Hitler, de nom Paul-Otto Schmidt. Els militars nord-americans varen fer aquesta detenció quan els alemanys es retiraven de Treffurt, a prop d'Eisenach. El doctor Schmidt li havia ordenat que destruís tots els papers amb continguts secrets en un arxiu que ell havia col·locat en una caixa. Von Loesch va obeir i va destruir la majoria dels documents, però va decidir, pel seu compte, guardar-ne una certa quantitat, i va enterrar la caixa en un bosc als afores de Marburg. Aquest ajudant de traducció, von Loesch, fou entregat per casualitat al tinent coronel R. C. Thomson, cap de l'equip britànic de documentació. Von Loesch es va oferir a portar l'equip de Thomson fins al lloc on ell mateix havia enterrat la caixa i, a canvi de l'ajuda, ser exonerat de culpes en els posteriors judicis i alliberat com presoner amb una compensació econòmica.

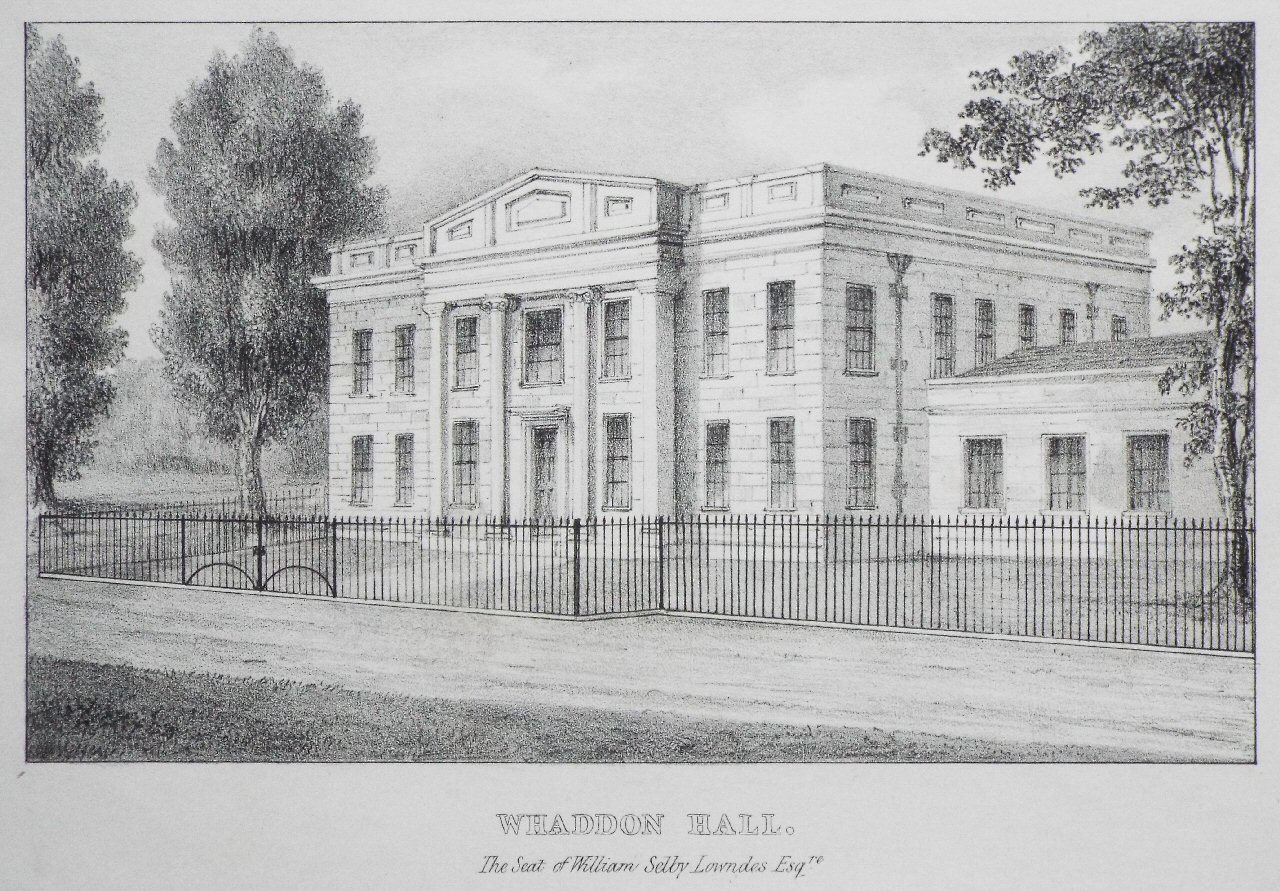
Whaddon Hall. Servei Secret d'Intel·ligència durant la 2a Guerra Mundial

L'Exèrcit dels Estats Units va desenterrar aproximadament 400 tones de material per després transportar els documents al castell de Marburg per a ser estudiats. Una seixantena de documents contenien correspondència entre el duc de Windsor i l'alt comandament nazi alemany. Diplomàtics nord-americans varen examinar el contingut abans de transmetre al govern britànic una còpia de esborranys i rèpliques originals. El primer ministre Winston Churchill va presentar els fitxers al rei Jordi VI el qual va ordenar que es destruïssin i que mai es donessin a conèixer al públic. Tota la col·lecció es va enviar al Regne Unit l'any 1948 i es va guardar a Whaddon Hall, Buckinghamshire.

## Contingut
Els 60 documents de correspondència descoberts detallaven una trama dels nazis amb el nom Operació Willi, orquestrada el 1940, amb l'esperança de persuadir el duc de Windsor perquè s'unís oficialment amb els nazis i portar-lo a Alemanya per intentar iniciar converses de pau i convèncer el duc d'un complot, que era fals, en el que el rei Jordi VI i el primer ministre Winston Churchill el fessin assassinar a la seva arribada a les Bahames. També ordir una conspiració dels nazis i el duc per teatralitzar un segrest amb l'objectiu de fer xantatge a la monarquia persuadint el Regne Unit a rendir-se. Els documents també mostraven com una possibilitat que els nazis reintegressin, al guanyar la guerra, el duc com a rei, amb el reconeixement oficial a la seva dona, Wallis, com a reina a canvi que les forces nazis no tinguessin cap oposició a la invasió de tot Europa.
Els documents considerats els més perjudicials per a la família reial britànica es trobaven entre les últimes comunicacions del duc amb els nazis abans de la seva marxa a les Bahames, en quals es podia llegir que el duc va animar els nazis a bombardejar el Regne Unit per intentar obligar el govern britànic a començar negociacions de pau. No es va creure poder provar que el duc acceptés cap condició dels nazis per cooperar en l'operació Willi, creient que inicialment va quedar més impressionat per l'estímul que va tenir del govern britànic per convertir-se en governador de les Bahames, però es diu que alguns documents confirmen que simpatitzava amb les ideologies nazis i mantenien que no hi hauria hagut guerra si ell hagués s'hagués mantingut com rei.

## Reconeixement
Historiadors britànics, francesos i nord-americans van acordar inicialment col·laborar l'any 1946 amb l'esperança de publicar només documents que consideraven imprescindibles ésser publicats. El primer lot es va publicar el 1954 abans que hi hagué l'obligació de publicar tot el contingut, l'any 1957, juntament amb altres arxius publicats el 1996 a l'Oficina de Registre Públic (Public Record Office en anglès) de Kew. L'alliberament dels arxius va causar considerable irritació al duc. L'accés continua sent fragmentari.

## Difusió
Els Arxius de Marburg són el tema principal i el focus de l'episodi "Vergangenheit" (en català, "El Passat") de la sèrie de televisió Netflix The Crown, que mostra la revisió inicial dels documents feta per la reina Isabel II i es veu com es va expulsar el duc de Windsor de la família reial britànica. Tot i confirmar que la reina Isabel va condemnar el duc pel contingut dels documents, els historiadors han declarat com fals l'episodi de la implicació en què el duc va ser apartat de la família reial a causa de la revelació dels arxius de Marburg. El duc es va mantenir en contacte amb la seva família i van continuar les seves aparicions públiques.